# Julius Berthold

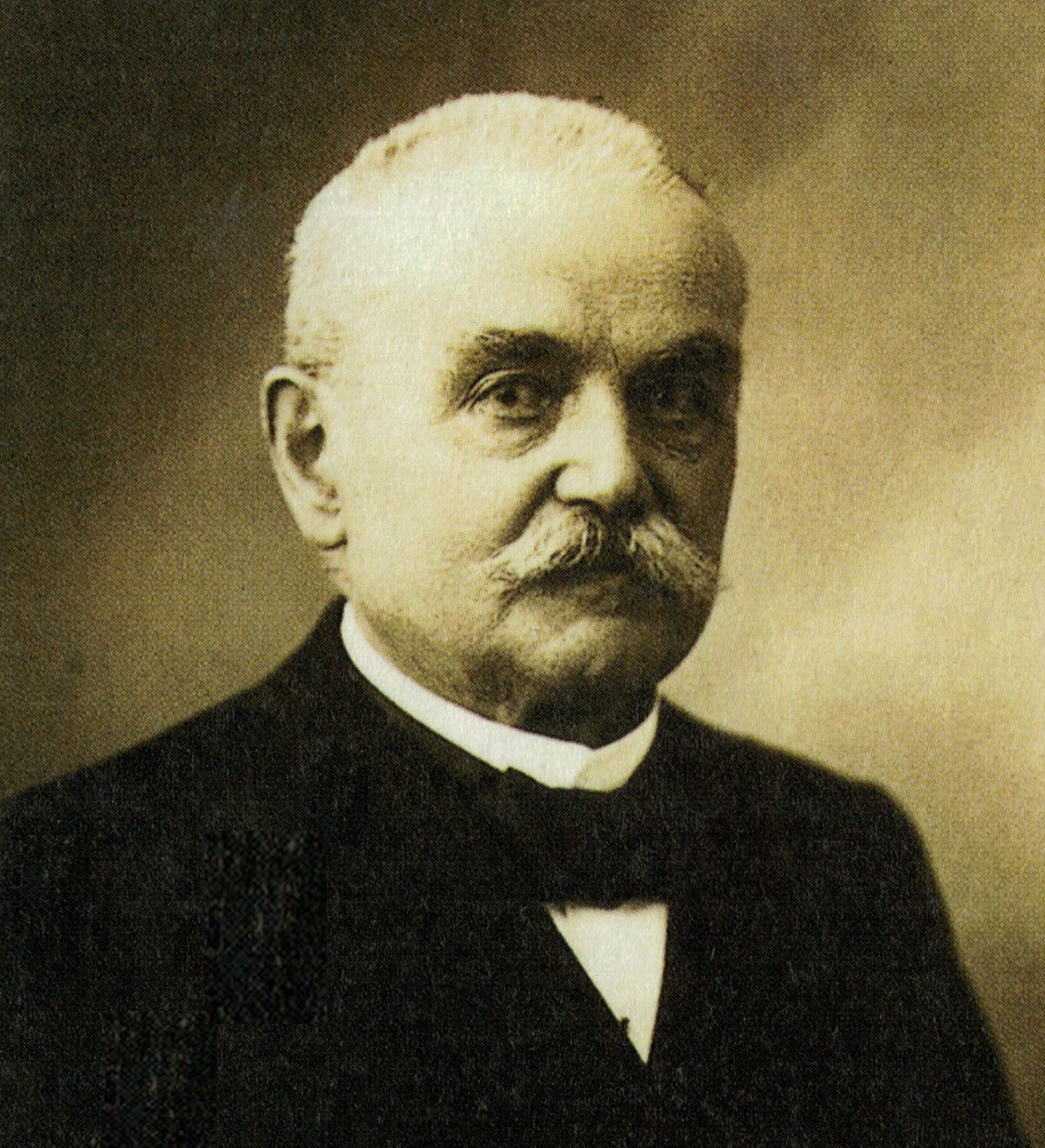
Julius Berthold

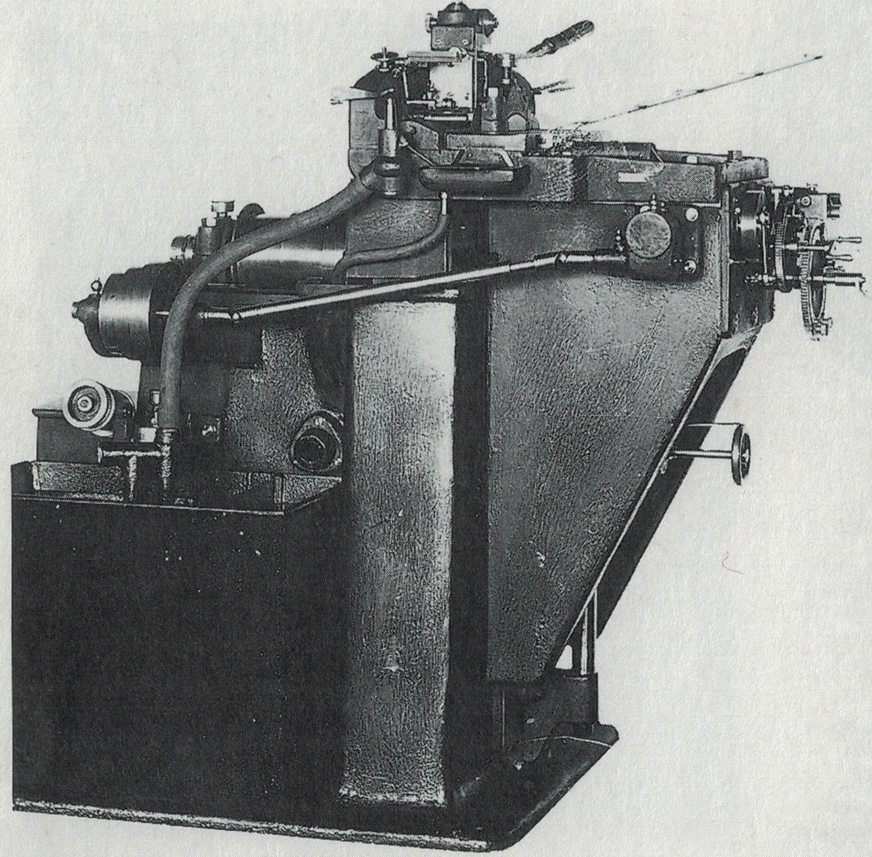
Tonzungenfräsmaschine der Firma Julius Berthold

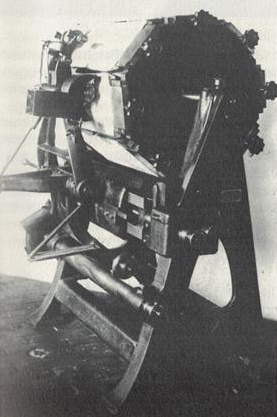
Geigenbödenschleifmaschine die 1904 patentiert wurde

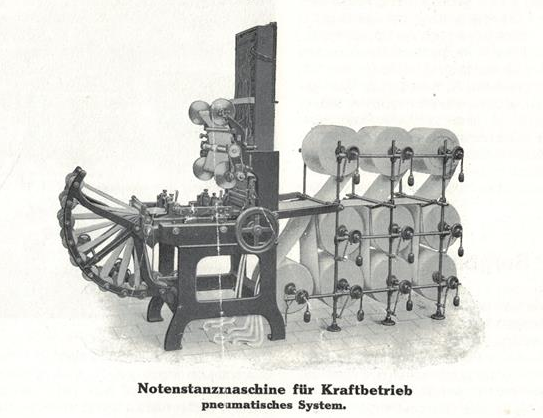
Notensatzmaschine

Julius Berthold (* 18. Februar 1845 in Oberseifersdorf; † 26. Januar 1934 in Klingenthal) war ein deutscher Maschinenfabrikant.

## Leben
Julius Berthold absolvierte eine Schlosserlehre und hat zuerst in der Chemnitzer Maschinenfabrik als Eisengießer, Schlosser und Maschinenbauer gearbeitet, zog 1866 nach Klingenthal-Brunndöbra und wurde Teilhaber in einer Schmiede. 1870 trennte er sich von seinem Teilhaber und erzeugte selbständig bereits Maschinen für Blechblasinstrumentenhersteller in Graslitz. Ab 1872 lieferte er bereits nach Warschau und St. Petersburg. Die erste Tonzungenfräsmaschine wurde am 17. August 1878 an die Firma Ernst Leiterd in Brunndöbra geliefert. 120 Stück davon wurden in ganz Europa verkauft.
Julius Bertholds Firma belieferte nicht nur die gesamte mitteleuropäische Harmonikaindustrie, sondern auch die USA und Russland.
Gotthard Richter: "Als erstes veränderte Berthold die zahlreichen Hand- und Fußstanzen, mit denen Stimmplatten aus Zink- und Messingtafeln und die Tonzungen aus Messingblech getrennt wurden und konstruierte effektivere und leichter zu handhabende Hebelpressen."
Ein Neubau der Fabrik erfolgte 1880 in der 40 Arbeiter beschäftigt waren. Eine neuerliche Erweiterung dann 1886. Ingenieur William Tau wurde 1897 Teilhaber der dann 1902 den Betrieb übernahm. 1923 verlor Julias Berthold sein Vermögen durch die Nachkriegsinflation.
Zitat: "Die hausgewerbliche Produktion der Harmonikaindustrie Klingenthals änderte sich auch nicht durch den gewaltigen Aufschwung, den die Harmonikaindustrie durch die von Julius Berthold konstruierten Spezialmaschinen erfuhr. Bis etwa 1870 wurden Mund- und Ziehharmonikas mit zum Teil recht unzulänglichen Werkzeugen hergestellt, u. a. die Tonzungen und sogar die zu ihrer Befestigung auf den Zink- oder Messingplatten notwendigen Nietstifte von Hand mit kleinen Feilen zugefeilt. Die größere Nachfrage nach Harmonikas erforderte aber höhere Produktivität. Da gelang es dem aus Großschirma nach Klingenthal zugezogenen, 1845 in Oberseifersdorf bei Zittau geborenen Maschinenschlosser Julius Berthold [...] Hebel- und Kugelpressen zum schnelleren und saubereren Herstellen der Plattenkörper zu konstruieren, die er laufend verbesserte. 1882 wurde die Plattenhebelpresse durch die Plattenstanzmaschine ersetzt. Das Hauptverdienst Bertholds bestand aber in der Entwicklung der Zungenfräsmaschine. Nachdem die von ihm sowie von einer Graslitzer und einer Stuttgarter Firma angestellten Versuche, die Tonzungen mit kleinen Hobelmaschinen zu bearbeiten, fehlgeschlagen waren, ließ Berthold einen Messingstreifen an einem kleinen schnellaufenden Fräser vorbeigleiten und fräste so viel von der Kante des Streifens ab, wie früher von der Tonzunge abgefeilt wurde. Mit einer neben der Fräsmaschine laufenden kleinen Exzenterpresse wurden die Tonzungen herausgehackt und gleichzeitig die Nietlöcher in die Zunge gebohrt. Am 17.August 1878 wurde die Maschine an die Firma Ernst Leiterd in Brunndöbra geliefert. [...]  Harmonikafabrik mit Wasserkraft in Betrieb genommen. Sie ersetzte sofort 15 bis 20 Arbeiter. 1882 gab es in Klingenthal und Umgebung bereits 40 dieser Maschinen. 1883 betrug die tägliche Produktion an Tonzungen 1300000 Stück. Bertholds Unternehmen entwickelte sich rasch zur bedeutendsten Klingenthaler Maschinenfabrik, brachte noch weitere Spezialmaschinen heraus und belieferte Graslitz, Markneukirchen, Wien, Trossingen, Gera, Berlin, Nürnberg, die Schweiz und Russland. Neben der Bertholdschen Fabrik entstanden mehrere recht beachtliche Schlossereien, in denen komplizierteste Maschinen (Stiftfeilmaschinen, mechanische Federleiern), Vorrichtungen, Schnitte und Stanzen für die Harmonikaindustrie konstruiert und gebaut wurden. Die niedrigen Löhne der Klingenthaler Harmonikaindustrie hatten eine ständige Abwanderung von Arbeitern in besser zahlende Industriezweige und die Abwerbung guter Spezialarbeiter in die Harmonikafabriken Thüringens, Magdeburgs und Trossingens zur Folge. Der Versuch der Klingenthaler Industrie im Jahre 1882, mit staatlicher Unterstützung erwerbslos gewordene Handwerker in Friedrichsgrün und Grünbach auf Hausarbeit der Harmonikaindustrie umzuschulen, war erfolglos. Während der beiden Weltkriege wurde die Klingenthaler Musikinstrumentenindustrie fast restlos auf Kriegsproduktion umgestellt. Aber nach den Kriegen lebte die alte Produktion schnell wieder auf. Ein Bericht der Allgemeinen Ortskrankenkasse Klingenthal und Umgebung aus dem Jahre 1931 für die Krisenjahre 1929 bis 1931, in denen die Klingenthaler Industrie besonders hart unter der Erwerbslosigkeit zu leiden hatte (209,7 Erwerbslose auf 1000 Einwohner), gibt ein ungefähres Bild von der Ausdehnung des Hausgewerbes. Ende 1925 waren bei der Ortskrankenkasse 2572 Hausgewerbetriebende versichert.
Zitat:"Die Maschinenfabrik JULIUS Berthold & Co. Große Bedeutung für das vogtländische Musikinstrumenten-Gewerbe gewann die Maschinenfabrik Julius Berthold. Berthold, ein gelernter Maschinenschlosser war 1867 nach Klingenthal gekommen und hatte in der heutigen Talstraße eine Schlosserei eingerichtet, die rasch vergrößert und erweitert wurde. Der Gründer und sein Nachfolger William Thau, ein aus Oberschlesien stammender Brückenbauingenieur, der um die Jahrhundertwende den Betrieb übernahm, konstruierten und bauten Spezialmaschinen für die verschiedensten Zweige der Musikinstrumentenproduktion. Eine von Berthold entwickelte Tonzungenfräsmaschine revolutionierte die Herstellung von Tonzungen, die bis dahin mit der Handschere ausgeschnitten und danach zurechtgefeilt werden mussten. Und eine von Thau erfundene Geigenböden- und -decken-Fräsmaschine wäre eigentlich geeignet gewesen, die Geigenproduktion von Grund auf zu rationalisieren. Mit ihr konnten gleichzeitig acht Geigenböden oder -decken ausgearbeitet werden. Eine einzige Maschine stellte täglich 42 einseitig oder 21 beidseitig gefräste Böden oder Decken her und der Arbeitsprozess war so weitgehend mechanisiert, dass eine Arbeiterin gleichzeitig drei Maschinen bedienen konnte. Thau brachte die am 3. November 1904 patentierte Maschine als Aktionär in die 1906 gegründete Aktiengesellschaft für Geigenindustrie in Markneukirchen ein, die zur ökonomischen Verwertung dieser Erfindung bestimmt war. Sie sollte die Abhängigkeit der vogtländischen Geigenmacher von der Zulieferung von Schachteln aus Schönbach (Luby) beseitigen. Dieses Ziel wurde jedoch trotz der Leistungsfähigkeit der Maschine aus mehreren Gründen nicht erreicht. So gab es einerseits Vorbehalte gegen „Fabrikgeigen“, und andererseits gelang es den Schönbacher Schachtelmachern, für die der Absatz ihrer Erzeugnisse diesseits der Grenze eine Lebensfrage war, im Kampf gegen die Maschine Sieger zu bleiben und den Preis der maschinell gefertigten Schachteln, die von der Aktiengesellschaft für Geigenindustrie vor dem ersten Weltkrieg für 1.20 Mark verkauft werden war, zu unterbieten."